# Sociálnodemokratická strana Slovenska
Sociálnodemokratická strana Slovenska (zkratka SDSS, česky Sociálně demokratická strana Slovenska) byla politická strana působící na Slovensku v letech 1990–2005.

## Historie
Strana se hlásila k odkazu historické politické strany Slovenská sociálnodemokratická strana Uhorska, která vznikla v roce 1905, ale o rok později zanikla (zcela zanikla v roce 1918). SDSS byla zaregistrována u ministerstva vnitra SR 1. února 1990 pod svým původním názvem Sociálnodemokratická strana na Slovensku. Změna názvu na Sociálnodemokratická strana Slovenska se uskutečnila v roce 1993. Strana zanikla 1. října 2005 sloučením se stranou SMER, která se přejmenovala na SMER – sociálna demokracia.

## Předsedové strany
- Ivan Paulička (3. února 1990 – 1. dubna 1990)
- Boris Zala (1. dubna 1990 – 28. března 1992)
- Alexander Dubček (28. března 1992 – 7. listopadu 1992)
- Jaroslav Volf (od 14. listopadu 1993)[pozn. 1]
  - Pavol Drotár (dočasný předseda do 27. února 1999)
- Jaroslav Volf (27. února 1999 – 26. dubna 2001)
- Ľudomír Šlahor (26. dubna 2001 – 23. března 2002)
- Peter Baráth (23. března 2002 – 31. května 2003)
- Jaroslav Volf (31. května 2003 – 1. října 2005)